# Теольоґ (Куявсько-Поморське воєводство)
Теольоґ (пол. Teolog) — село в Польщі, у гміні Любево Тухольського повіту Куявсько-Поморського воєводства.
У 1975—1998 роках село належало до Бидгощського воєводства.